# Osmia tanneri
Osmia tanneri är en biart som beskrevs av Grace Sandhouse 1939.
Osmia tanneri ingår i släktet murarbin, och familjen buksamlarbin. Inga underarter finns listade i Catalogue of Life.